# Santa Maria Imbaro
Santa Maria Imbaro község (comune) Olaszország Abruzzo régiójában, Chieti megyében.

## Fekvése
A megye északi részén fekszik. Határai: Fossacesia, Mozzagrogna és Paglieta.

## Története
Első írásos említése a 12. századból származik. A következő századokban nemesi birtok volt. Önállóságát a 19. század elején nyerte el, amikor a Nápolyi Királyságban felszámolták a feudalizmust.

## Népessége
A népesség számának alakulása:

## Főbb látnivalói
- Santa Maria in Baro-templom